# Bronislao Kostkowski
Bronislao Kostkowski (Słupsk, 11 marzo 1915 – Dachau, 27 novembre 1942) fu un seminarista polacco, beatificato da Giovanni Paolo II nel 1999.

## Biografia
Bronislao nacque in Polonia, nel 1936 entrò al seminario di Włocławek e due anni più tardi fu arrestato insieme ad altri chierici dalla Gestapo. Fu condotto inizialmente al campo di concentramento di Sachsenhausen e successivamente a quello di Dachau dove morì il 27 novembre 1942. È stato dichiarato martire e proclamato beato nel 1999 da papa Giovanni Paolo II; fa parte dei martiri polacchi della seconda guerra mondiale.